# Joseph Micèu
Joseph Micèu, (Giusep Micèu ou Giausep Micèu selon les graphies italianisantes, Josèp Michèu selon la norme classique) né le 17 avril 1796 à Nice (département des Alpes-Maritimes sous la 1re République) et mort le 14 juin 1877 à Nice, est un prêtre catholique, auteur de la première grammaire de la langue niçoise en niçois.

## Biographie

### Enfance et formation
Joseph Micèu est né dans une famille d'artisans ; en effet, son père, André Micèu, est maître maçon. Après des études au séminaire, il est ordonné prêtre en 1822.

### Carrière
Joseph Micèu est nommé recteur de l'église annexe de Saint-Étienne dans la campagne niçoise le 20 mai 1822. Cette église ayant été par la suite érigée en paroisse, il en est nommé curé le 18 février 1832, fonction qu'il occupa jusqu'à sa retraite le 12 janvier 1860.
Il publie en 1840 la première grammaire de la langue niçoise, en niçois destinée « à la jeunesse ouvrière » et « au grand nombre d'étrangers » qui viennent passer l'hiver à Nice. Sa grammaire est divisée en quatre parties (le discours, l'orthographe et la prononciation, les parties du discours, la syntaxe) et est suivie de deux dialogues traduits en français : « Le Maître d'atelier et l'Ouvrier »  « Le Propriétaire et son Rentier ») ainsi que d'une légende (« Le trésor de Cimiez »).
Micèu est également correspondant du journal Il Nicese, hebdomadaire bilingue français-italien, dans lequel il publie des articles en français sur des sujets divers : biographies d'ecclésiastiques niçois contemporains, économie rurale, poèmes. Il est aussi l'auteur d'un recueil de poésies niçoises (Recueigl de poesia nissardi). Ses Notes sur la vie de Kem, inspirées par le même personnage que la Némaida de Rancher, reste inédit .